# Olympiades populaires

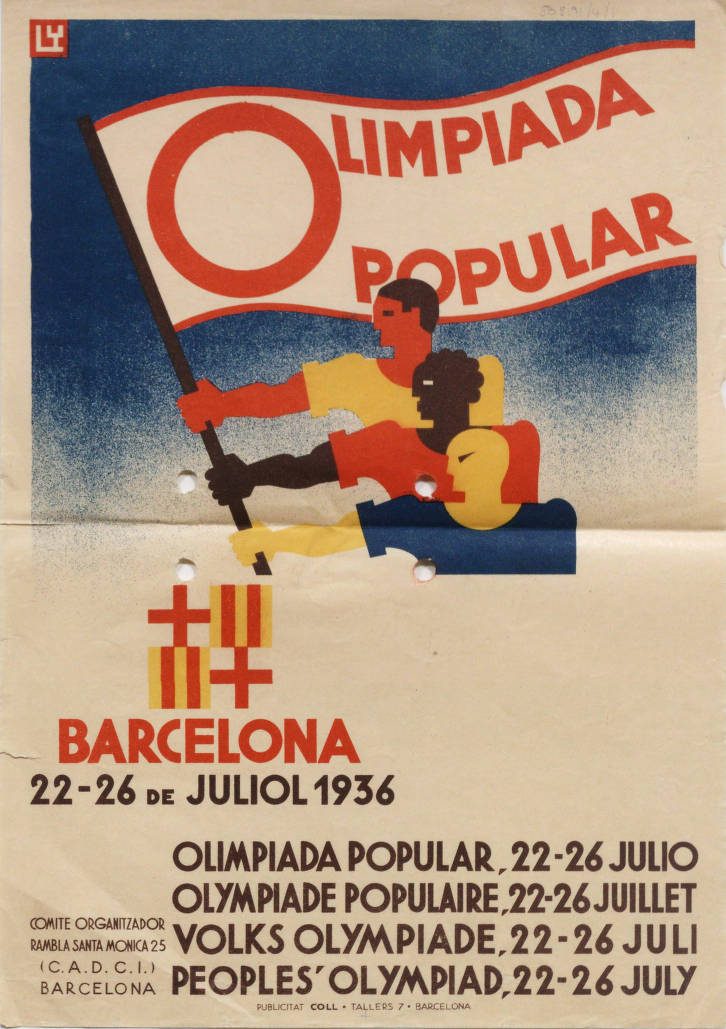
Un affiche des Olympiades, 1936

Les Olympiades populaires (Olímpiada Popular en catalan, Olimpiada Popular en espagnol, People's Olympiad en anglais) sont programmées à Barcelone, à Montjuïc, du 19 au 26 juillet 1936, organisées en protestation contre la tenue des Jeux olympiques de Berlin organisés par Hitler. 
Conçues comme des Jeux antifascistes, elles ont été interrompues par le soulèvement militaire du général Franco, lancé par son pronunciamento du 18 juillet 1936, qui lance le début de la guerre d'Espagne.

## Contexte
En 1928, les villes de Barcelone, Berlin, Istanbul, et d'autres, posent leur candidature auprès du Comité international olympique (CIO) pour l'organisation des Jeux olympiques de 1936. Le CIO se réunit en Espagne en mai 1931, peu après l'avènement de la Seconde République, pour choisir la ville où se dérouleraient les Jeux. Une grande partie des membres du CIO étant absents, le choix en faveur de Berlin, capitale de la République de Weimar, est le résultat d'un vote par correspondance. Officieusement, le baron Pierre de Coubertin et le CIO sont effrayés par les républicains espagnols. Cependant, après la nomination d'Hitler comme chancelier en janvier 1933, les athlètes non aryens sont exclus ou déchus de leurs titres (par exemple le boxeur Erich Seelig). En 1934, la Coupe du Monde de football se tient en Italie. Le sport est alors intégré comme instrument de propagande par les régimes fascistes.
Des manifestations importantes se déroulent alors en Europe et surtout aux États-Unis contre la tenue des Jeux à Berlin. Une pétition pour le boycott est signée par plus de 500 000 personnes et les manifestations rassemblent plusieurs centaines de milliers de personnes. Le Comité international pour le respect de l'idée olympique est alors créé par l'Internationale rouge sportive (IRS, organisation auxiliaire du Komintern) à Paris, tandis que le mouvement sportif ouvrier français, réunifié par la constitution de la Fédération sportive et gymnique du travail (FSGT) à la fin de l'année 1934, lance le slogan : « Pas un sou, pas un homme pour les JO de Berlin ! ». Le journal Sport écrit ainsi, le 9 octobre 1935 : « La loi olympique est violée chaque jour, aucune garantie de liberté n'est accordée aux sportifs juifs et catholiques. Dans ces conditions, notre devoir, ainsi que celui de tous les hommes d'honneur, est de dénoncer vigoureusement les pratiques hitlériennes et de demander le transfert des Jeux dans un autre pays ».
Après la journée du 6 février 1934 à Paris, la stratégie des fronts populaires est adoptée en France et ailleurs. À partir du début de l’année 1936, l’IRS projette la tenue de « jeux sportifs populaires » dans plusieurs pays comme manifestations contre « l’Olympiade hitlérienne » de Berlin. Après la victoire du Front populaire espagnol, le 18 février 1936, elle donne la consigne à sa section espagnole, la Federación cultural y deportiva obrera (FCDO), de « […] prendre les dispositions pour organiser des jeux populaires espagnols en été de cette année, au moment de l’Olympiade hitlérienne de Berlin. Cette fête doit réunir tous les sportifs progressistes d’Espagne, de Catalogne, etc. ainsi que les sportifs étrangers. […] Toutes les actions doivent être orientées vers le renforcement général de la FCDO. L’Internationale sportive prendra de son côté des mesures pour aider la FCDO dans l’accomplissement de ses tâches » du Front populaire espagnol.
La FCDO opte pour Barcelone comme lieu de tenue d'un tel événement, dont le Comitè Català pro Esport Popular, regroupement de diverses associations sportives de la gauche, né récemment à l'initiative des communistes, prend en charge l'organisation.
En raison des pressions de la Fédération ouvrière suisse de gymnastique et du sport, le gouvernement suisse (siège du CIO) refuse de voter une subvention à la délégation de sportifs se rendant à Berlin, avant de se rétracter. Trois cents athlètes helvétiques se rendent finalement à Barcelone ; certains intègrent la colonne Durruti. Aux Pays-Bas, le groupe anti-fasciste De Olympiade Onder Dictatuur (DOOD, « l'Olympiade sous la dictature ») milite en faveur du boycott des Jeux olympiques nazis, tandis qu'en Belgique et en France le débat reprend, en particulier après la victoire de la gauche aux élections de mai 1936.
Début mai, le Comité d'organisation fixe le programme de l'Olimpíada Popular et le Comité d'organisation de Barcelone envoie en juin les invitations officielles. La cérémonie d'ouverture est fixée au 19 juillet 1936.
Six mille athlètes appartenant à 22 pays différents s'inscrivent alors. Les délégations les plus nombreuses sont celles d'Espagne et de France. Les États-Unis, les Pays-Bas, la Belgique, la Tchécoslovaquie, le Danemark, la Norvège, la Suède, l'Algérie et la Palestine sont également représentés, tandis que les équipes allemandes et italiennes sont composées d'exilés politiques. Des équipes représentant la Catalogne, la Galice, le Pays basque, l'Alsace et des exilés juifs étaient également enregistrées. La plupart des sportifs sont membres d'associations sportives ouvrières ; peu appartiennent aux fédérations sportives officielles.
On décide d'utiliser l'infrastructure hôtelière construite pour l'Exposition internationale de 1929 et le Stade de Montjuïc — l'actuel Estadi Olímpic Lluís Companys — est censé accueillir les compétitions.

## Le Front populaire en France
En France, l'extrême droite et les ligues fascistes soutiennent les Jeux olympiques de Berlin, tandis que le PCF prend officiellement parti pour les Olympiades populaires. Les épreuves qualificatives se tiennent le 4 juillet 1936 au stade Pershing, à Paris, en compagnie du secrétaire d'État aux Sports et aux Loisirs, Léo Lagrange. Mille deux cents athlètes s'inscrivent alors pour ces Olympiades antifascistes. La même semaine, le ministre des Transports Pierre Cot, André Malraux, Léo Lagrange et d'autres dirigeants du Front populaire participent à Garches (Hauts-de-Seine) à une journée de soutien aux Olympiades et contre les Jeux olympiques racistes de Berlin.
Le gouvernement Blum décide finalement de refuser les subventions aux participants et aux partisans des Olympiades de Barcelone, les frais étant à la charge des délégations et des athlètes. En outre, Blum inscrit un débat à l'ordre du jour à l'Assemblée nationale, où il dispose sans peine de la majorité parlementaire. Florimond Bonte, député communiste déclare alors : « Aller à Berlin, c'est accepter une sorte de complicité avec les bourreaux, c'est river les fers aux pieds des victimes, et c'est couvrir leurs plaintes que de chanter en chœur, avec le maître du Reich, l'hymne à la gloire du sport. ». Le 9 juillet a lieu le vote sur la participation de la France aux Jeux olympiques de Berlin. La droite vote pour, tandis que l'ensemble de la gauche s'abstient — y compris le PCF —, à l'exception de Pierre Mendès France, qui vote contre.

## La tenue des Olympiades et lepronunciamentomilitaire
Dès le 14 juillet, les sportifs français prennent la route de Barcelone. Chaque arrêt dans les gares sert de prétexte à des manifestations spontanées : on chante L'Internationale. Les derniers participants, ne parlant pour la plupart ni espagnol ni catalan, arrivent le 18 juillet au matin. Dans la nuit du 18 au 19, les premiers coups de feu éclatent à Barcelone en riposte au pronunciamiento du général Franco. Bien que la plupart des sportifs restent dans leurs hôtels dans la journée du 19, certains descendent dans la rue et participent à l'offensive contre les militaires. Quelques-uns sont blessés ou tués. Le calme revient sur la ville le lendemain, et le 23 juillet, Jaume Miravitlles, secrétaire du comité exécutif des Olympiades populaires de Barcelone, annonce l'annulation des jeux. Le lendemain, les premières colonnes de miliciens partent en direction de l'Aragon.
Le gouvernement Blum donne alors l'ordre aux délégations de revenir immédiatement, affrétant deux paquebots partis de Marseille. Il leur est demandé 150 francs pour « frais de rapatriement ». Plusieurs athlètes décident cependant de rester sur place : « Nous étions venus défier le fascisme sur un stade et l'occasion nous fut donnée de le combattre tout court ». Emanuel Mink, footballeur juif polonais d'Anvers, rejoint le Bataillon Thälmann et devient l'un des dirigeants de la Brigade Naftali Botwin. Il reste en Espagne jusqu'en 1939, puis fait la tournée des camps en France (Argelès, Le Vernet, Gurs). Certains défilent sur le Passeig de Gràcia avec la colonne Durruti, d'autres intègrent les colonnes du POUM ou de la CNT (colonne Ortiz).
Pris en tenailles entre les radicaux et les communistes, le Front populaire français renonce à aider les Républicains et pratique une « politique de non-intervention », en fermant les frontières et en interdisant à Lluís Companys de participer à un meeting unitaire en faveur de l'Espagne républicaine. Pendant ce temps-là, Hitler et Mussolini envoient des chars et des hommes lutter pour les nationalistes. Blum, lui, offre des ambulances. En août 1936, les athlètes français défilent à Berlin en faisant le salut olympique, qui fut souvent mal interprété comme un salut nazi, alors que les délégations anglaise et américaine détournent la tête devant la tribune d'Hitler.

## Athlètes ayant participé aux Olympiades populaires de Barcelone
- Felicia Browne (1904-1936) ;
- Clara Thalmann-Ensner (1908-1987) ;
- Victòria Pujolar Amat (1921-2017).